# Shakespeare and Company

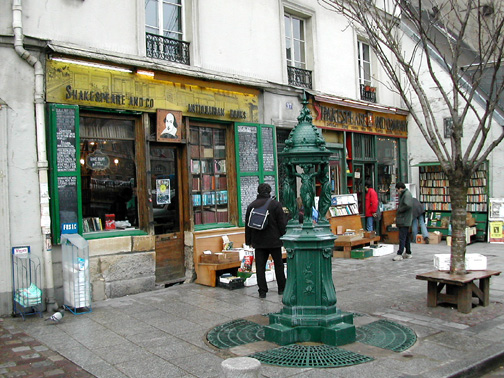
Shakespeare and Company 2004

Shakespeare and Company, 37 Rue de la Bûcherie, Paris, är en bokhandel och ett förlag. Bokhandeln grundades 1919 av Sylvia Beach, som drev den fram till 1941. Framför allt under mellankrigstiden var detta en samlingspunkt för engelskspråkiga artister ur den "förlorade generationen" som bodde i staden.

## Historik
Amerikanskan Sylvia Beach startade boklådan 1919, då på 8 rue Dupuytren. Den flyttade 1922 till 12 Rue de l'Odéon, i Paris latinkvarter. Hennes koncept var att sälja och marknadsföra engelskspråkig litteratur i Paris, och särskilt känd är hennes insats att vara den första att ge ut Joyces kontroversiella roman Odysseus på författarens fyrtioårsdag den 2 februari 1922. När tyskarna intog Paris under andra världskriget, fängslades hon; bokhandeln vandaliserades och förstördes. Efter kriget återuppstod den, men nu på ny adress och i ny regi.
Bokhandeln har alltid varit en samlings- och mötesplats för litteraturintresserade. Unga författare har alltid kunnat få bo här, mitt bland myllret av alla böcker. Runt om i den tre våningar höga bokhandeln står det sängar.
Idag hyser lokalerna förutom bokhandeln även Sylvia Beachs egen boksamling. Hela andra våningen utgör ett relativt oordnat referensibliotek, där inga böcker är till salu, men där vem som helst får sitta och läsa under bokhandelns öppethållande, vanligen fram till midnatt.
Närmaste métrostation är Saint-Michel.

## I kulturen

### Inom litteraturen
Sylvia Beach beskriver i sina memoarer Shakespeare and Company sitt liv under tiden hon drev affären, samt de författare hon stötte på. Även Ernest Hemingway har i En fest för livet, i vilken han skriver om Paris på 1920-talet, ett kapitel om Shakespeare and Company.

### På film
Bara en dag (2004), den andra delen i den amerikanske indiefilm-regissören Richard Linklaters romantiska trilogi om paret Jesse och Céline, börjar med att Jesse intervjuas i egenskap av romanförfattare i Shakespeare and Companys lokaler. Trilogins första del, Bara en natt (1995), utspelar sig för övrigt samma datum som James Joyces roman Odysseus, nämligen 16-17 juni.